# Богородское (Амурская область)
Богоро́дское — село в Ивановском районе Амурской области, Россия.
Входит в состав муниципального образования Черемховский сельсовет.
Основано в 1863 году. Названо в честь церковного праздника Пресвятой Богородицы – Девы Марии.

## География
Село Богородское стоит на правом берегу реки Ивановка, в 3 км от левого берега реки Зея. Напротив Богородского, на левом берегу реки Ивановка стоит село Черемхово, административный центр Черемховского сельсовета.
На север от села Богородское идёт дорога к селу Петропавловка.

## Общие сведения
Богородское — небольшое село в сорока километрах от города Благовещенска. Школы в Богородском нет, ближайшая школа находится в паре километрах от Богородского — в селе Черемхово Ивановского района Амурской области.
Население села Богородское насчитывает примерно семьсот человек. В Богородском находится пять магазинов, торгующих в основном продуктами питания. В селе имеется три улицы, на каждой из которых расположено примерно по сорок домов.

## Сообщение с другими городами
Сообщение с городом Благовещенском налажено: каждый день три раза приходит автобус из Благовещенска. Также налажено сообщение с другими селами, в частности с Ивановкой (районный центр).

## Легенда
Часто люди замечали одну странность: например, в Черемхово и Петропавловке шёл дождь; над Богородским светило солнце. Над Черемхово и Петропавловкой светило солнце; в Богородском шёл дождь. Люди приписывали это каре Божьей: ходили легенды, что много лет назад в Богородском затонула церковь. Некоторое время был виден только крест, который был на куполе. Позже и крест исчез.

## Население
| 2002 | 2010 | 2012 | 2013 | 2014 | 2015 | 2016 |
| ---- | ---- | ---- | ---- | ---- | ---- | ---- |
| 583  | ↗593 | ↗606 | ↗632 | ↘621 | ↘596 | ↘571 |
| 2017 | 2018 |      |      |      |      |      |
| ↘560 | ↘549 |      |      |      |      |      |